# نيك ووكر (لاعب كريكت)
نيك ووكر (7 أغسطس 1984 - ) (بالإنجليزية: Nick Walker)‏ هو لاعب كريكت بريطاني.